# 斎藤武雄 (哲学者)
斎藤 武雄（さいとう たけお、1904年1月25日 - 1995年1月28日）は、日本の哲学研究者。弘前大学名誉教授。

## 経歴
秋田県生まれ。1933年東京文理科大学哲学科卒。1949年弘前大学文理学部教授、人文学部長。1960年「ヤスパースにおける絶対的意識の構造と展開」で東京教育大学文学博士。1962年文部省在外研究員として西独、スイス、米国に滞在。1968年定年退官、名誉教授、弘前学院大学学長。

## 著書
- 『現代人の幸福と道徳』理想社 1960
- 『ヤスパースにおける絶対的意識の構造と展開』創文社 1961
- 『ヤスパース研究』理想社 1962
- 『実存をめざして』津軽書房 1968
- 『実存と実践』理想社 1968
- 『実存と教育』創文社 1976
- 『実存の真理を求めて』創文社 1978
- 『ヤスパースの教育哲学』創文社 1982
- 『ヤスパースの政治哲学』創文社 1986

共編
- 『哲学概説』樫尾直次郎,陶山務共編 昭学社 1963